# Битва у Арсийского леса
Битва у Арсийского леса (битва на Невийском лугу) — легендарное сражение, считающееся первой битвой Римской республики. Согласно Плутарху, состоялось в канун мартовских календ, то есть в последний день месяца очищения (28 февраля).
После изгнания из Рима Тарквиний Гордый и его сыновья отправились просить помощи у этрусков. Вейи и Тарквинии предоставили им войско, в других городах были навербованы наёмники, и бывший царь выступил в поход на Рим. Консулы Луций Юний Брут и Публий Валерий Публикола переправились через Тибр и встретили царскую армию на Невийском лугу, рядом с дубовой рощей, посвящённой Горацию (Арсийский лес). Согласно 
Дионисию Галикарнасскому, Публикола командовал правым крылом, стоявшим напротив вейентов, а Брут — левым — напротив тарквинийцев, которыми командовали царские сыновья. Ливий пишет, что Брут возглавлял кавалерию, шедшую в авангарде, и наткнувшуюся на передовой конный отряд противника, которым командовал Аррунт Тарквиний. Аррунт вызвал Брута на поединок, в котором они оба погибли. После этого в бой вступила пехота. Правый фланг римлян опрокинул вейентов, но Тит и Секст Тарквинии нанесли поражение левому флангу и гнали римлян до самого лагеря.
Бой завершился ничейным исходом, по словам Плутарха, противников развела непогода. Далее рассказ античных авторов приобретает откровенно фольклорный и мифологический характер. По словам Дионисия, многие римляне пали духом, потеряв предводителя и понеся большие потери, и уже подумывали об отступлении, когда в темноте из рощи раздался нечеловеческий голос, который услышали воины обеих армий:

У этрусков одним павшим больше. Победа за римлянами!— Ливий. II. 7, 2-3.
По словам Ливия, римляне посчитали, что это голос бога Сильвана, по мнению Дионисия — либо Фавна, либо героя, которому была посвящена роща. Ливий пишет, что этруски не стали дожидаться утра и поспешно отступили, Дионисий сообщает, что Публикола прогнал их, штурмом взяв лагерь, Плутарх добавляет, что в плен было взято пять тысяч человек. Также он приводит фантастические цифры потерь, якобы посчитанные после сражения: у этрусков 11 300 человек, у римлян — на одного меньше.
Вернувшись в Рим, Публикола справил триумф (1 марта 509 года до н. э.), причём, по словам Плутарха, первым из триумфаторов въехал в город на колеснице, запряжённой четвёркой.